# Назымие
Назымие (тур. Nazımiye; курд. Qisle; юж. зазаки Qızılkılise, или briefly Qisle), — город и район в провинции Тунджели (Турция). По данным на 2021 год, население составляло 1262 человека.
Назымие населён курдами из племени арель. Основной религией является курдский алевизм, а основным языком — курдский диалект зазаки.

## История
Раннее название Назымие — Кызыл Килисе (осман. قزيل کليسا‎). Поселение, которое перешло под власть Османской империи после Чалдыранской битвы 1514 года, сначала было присоединено к санджаку Чемишгезек, а затем к санджаку Мазгирт. Согласно переписи населения 1521-—1523 годов, поселение имело статус деревни с названием Кызыл Килисе, там насчитывалось 23 домохозяйства, в которых в то время проживали члены курдского племени дерсимлю. В 1847 году было присоединено к Эрзинджану. В записях 1880 года, поселение рассматривалось как один из районов санджака Мазгирт вилайета Дерсим. В 1894 году в поселении проживало 228 человек, в нём было 24 домохозяйства. В 1911 году название поселения было быть изменено на Назымие в честь Мехмета Назима Эфенди, внука османского султана Мехмеда V, родившегося в 1910 году. Назымие было присоединено к Элязыгу во время Первой мировой войны, а в 1947 году — к Тунджели, в составе которого находится и по сей день.

## Известные уроженцы
- Кемаль Кылычдароглу — турецкий экономист и политический деятель. Лидер Республиканской народной партии. Кандидат в президенты Турции на выборах 2023 года.
- Камер Генч[англ.] — турецкий политический деятель зазаского[9][10] происхождения. Избран членом парламента от Республиканской народной партии.
- Аликан Онлю[англ.] — турецкий политический деятель курдского[11] происхождения. Был выдвинут Демократической партией народов в качестве депутата от Тунджели и избран членом парламента, набрав более 61 % голосов.
- Эдибе Шахин[англ.] — турецкий политик курдского происхождения, был мэром муниципалитета Тунджели.
- Хусейн Айгюн[англ.] — турецкий юрист и политик зазаского происхождения.
- Али Хайдар Кайтан[англ.] (или Фуад[12]) — один из основателей Рабочей партии Курдистана (РПК). Кайтан родился в 1952 году в курдской семье, члены которой были переселены после дерсимской резни[13][14].